# Protoka
El Protoka - Протока (rus) - és un riu que passa pel krai de Krasnodar, al sud de Rússia. És un distributari per la dreta del riu Kuban. Discorre per les regions de Slaviansk, Krasnoaerméiskaia, Kalíninskaia i Primorsko-Akhtarsk.
Neix a Tikhovski, i discorre cap al nord, nord-oest i al seu curs alt i mitjà pels arrossars del delta. En el seu curs inferior gira a l'est entre els aiguamolls i limans de la costa de la mar d'Azov, en què desemboca després de passar per la vila d'Atxúievo.
Des del seu naixement fins a la seva desembocadura passa per les següents viles: Tikhovski, Serbin, Kórjevski, Turkovski, Txigrina, Krijanovski, Slàviansk-na-Kubani, Trudobelikovski, Sovkhozni, Pribrejni, Prirétxie, Sadovi, Baranikovski, Protitxka, Nesxadímovski, Vodni, Galitsin, Prototskïie, Krasnoarmeiski Gorodok, Txeburgólskaia, Zaboiski, Grívenskaia, Dereviankovka, Golubaia Niva, Slobodka i Atxúievo.
És navegable en tota la seva extensió, tot i que no s'empra amb aquest propòsit. Era conegut com a Kara-Kuban (el Kuban Negre), més endavant com a Txórnaia Protoka (Séquia Negra) i finalment només Protoka (Séquia).